# Ludwig Klitzsch

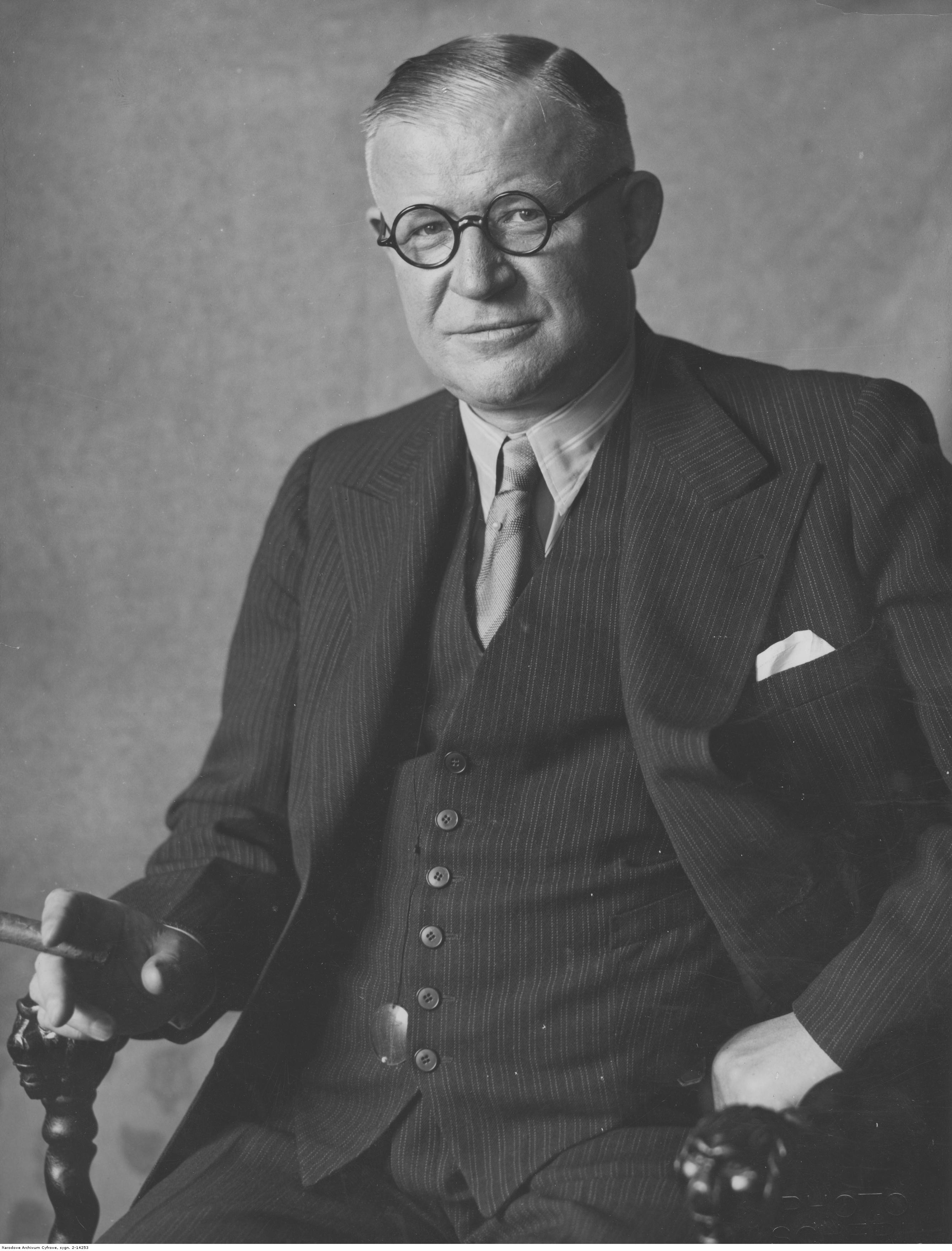
Ludwig Klitzsch

Ludwig Klitzsch (* 16. September 1881 in Halle (Saale); † 7. Januar 1954 in Bad Wiessee) war ein deutscher Publizist und hoher Manager in der Filmindustrie.

## Leben
Ludwig Klitzsch war ein Pionier der Idee, die noch unentwickelte filmische Wirtschaftswerbung in Deutschland auf ein international konkurrenzfähiges Niveau zu bringen. Als Direktor der zum Verlag von Johann Jakob Weber gehörenden Leipziger Illustrirten Zeitung brachte er seine Ideen seit mindestens 1910 den Führern der deutschen Wirtschaft zu Gehör, wie 1912 im Verein deutscher Stahl- und Eisenhersteller. Sein Konzept einer zentralen Propagandaorganisation wurde am 19. November 1916 verwirklicht, als Klitzsch gemeinsam mit dem Krupp-Manager Alfred Hugenberg die Deutsche Lichtbild-Gesellschaft ins Leben rief. Klitzsch hatte die Satzung der Gesellschaft entworfen und wurde zunächst Mitglied des Geschäftsführenden Ausschusses, am 9. Februar 1917 wurde er auch zum Geschäftsführenden Direktor ernannt. Hugenberg, der Klitzsch zuvor bereits in den Vorstand der Deutschen Überseedienst GmbH berufen hatte, machte ihn später auch zum Generaldirektor des Scherl-Verlags.
Nachdem Hugenberg im März 1927 die UFA erworben hatte, setzte er Ludwig Klitzsch auch hier als Generaldirektor ein. Da er kaufmännisch versiert war, erwies Klitzsch sich auf dieser Position als überaus erfolgreich. Er holte den früheren Produktionschef der UFA, Erich Pommer, aus Hollywood zurück, reiste selbst in die USA, um dort das Produktionsgeschehen zu beobachten und daraus zu lernen, setzte in der UFA den teuren Wechsel zum Tonfilm durch und veranlasste die Einrichtung der Ufa-Lehrschau, des ersten wissenschaftlichen Filminstituts Deutschlands. Nach dem Umbau der Ufa zum Staatskonzern bekleidete Klitzsch das Amt des Direktors der Finanzhauptzentrale. In Leipzig war er seit 1912 Mitglied der Freimaurerloge Apollo.
Während der Zeit des Nationalsozialismus war Klitzsch Mitglied der nationalsozialistischen Akademie für Deutsches Recht Hans Franks, Mitglied der Reichsfilmkammer, der Reichskulturkammer, des Reichskultursenats und der Reichspressekammer. Der Reichsminister für Volksaufklärung und Propaganda Joseph Goebbels berief Klitzsch im Oktober 1933 in den Verwaltungsrat des Werberats der deutschen Wirtschaft. Daneben gehörte er dem Vorstand der Kameradschaft der Deutschen Künstler an. Zum 25-jährigen Jubiläum der UFA verlieh ihm Joseph Goebbels die Goethe-Medaille für Kunst und Wissenschaft.